# Едуктивное умозаключение
Еду́кция (лат. ex ducere ,также едуктивное умозаключение) — шестой основной тип умозаключений в предложенной логиком Рутковским Л. В. классификации умозалючений. Едуктивными умозаключениями он называет те случаи логических выводов, где на основании одного доказанного о предмете определения приписывается ему другое, уже заключающееся более или менее скрытым образом в первом.
Задачу умозаключающей деятельности Рутковский Л. В. видит в том, чтобы «извлечь из сказуемого основного суждения скрытый в нём признак, найти путём надлежащего анализа, какой именно признак может быть приписан предмету основного суждения в силу сказанного о нём в этом последнем».
Умозаключения едуктивного типа представляют прямую противоположность субъективное умозаключениям субъективным по существу логического процесса. В едукции сказуемое вывода представляет часть сказуемого основного суждения, а в субдуктивных умозаключениях основное суждение определяло предмет признаком, составляющим часть определения выводного суждения. Поэтому в умозаключениях субдуктивных мысль идёт от менее широкого определения к более широкому, а в едуктивных — прямо обратным порядком. Так, говорит Л. В. Рутковский приписать предмету, отнесённому к известному классу, обусловленные этим отнесением свойства, значит сделать о нём заключение едуктивного типа.
Наиболее важным видом едукции является, по Рутковскому, заключение вероятности, под которыми он понимает те случаи логических выводов, задача которых состоит в определении ожидаемых событий.
В заключениях вероятности обосновывающее суждение есть дизъюнктивное определение, в котором указано и относительное значение каждого из членов дизъюнкции по сравнению с остальными.
Термин «едукция» для обозначения этого нового вида умозаключения образован Рутковским следующим образом. Он сохранил для однообразия, тот же латинский корень duc, который имеет уже в своём составе термины традукция, индукция и дедукция, и которыми были обозначены уже известные в то время типы умозаключения. Затем он подыскал приставку, с помощью которой можно выразить специфический оттенок нового типа умозаключения.
Поскольку в едуктивном умозаключении сказуемое выводного суждения извлекается лат. ex ducere из более широкого сказуемого основного суждения, то Л. В. Рутковский и назвал данный тип умозаключения «едукция».
Ǝ x — символическое значение квантора существования.